# 姜琦
姜琦（1885年6月20日—1951年），字伯韓，號柏盦，中國教育學家。

## 生平
姜琦，早年曾參加辛亥革命，而且是溫州同盟會重要組織者。歷任溫州省立第十師範學校、杭州省立第一師範學校以及上海暨南大學、大夏大學、中央大學、安徽大學文學院、湖北省立教育學院、福建廈門大學、浙江大學、西北聯合大學校長、訓導長、教授等職，出版有《中國國民道德概論》、《現代西洋教育史》等著作20餘種。